# Racey
Racey war eine britische Popband, die wie viele andere Bands der 1970er Jahre von den seinerzeit populären Nicky Chinn und Mike Chapman produziert wurden und deren typischen Sound verkörperten.

## Bandgeschichte
Die Gruppe wurde 1977 in Weston-super-Mare/Somerset gegründet. Als der erste Hit Lay Your Love on Me in die Charts kam, hatten die Musiker bereits eine lange Zeit in erfolglosen Combos gespielt. Der Komponist Mickie Most sowie Nicky Chinn und Mike Chapman arbeiteten mit der Band und produzierten neben Lay Your Love on Me auch den zweiten Racey-Hit Some Girls. Danach kam es zur Trennung von Chinn und Chapman, Most blieb der Band als Produzent erhalten.
Mit der Single Boy Oh Boy hatte Racey 1979 einen weiteren europaweiten Erfolg, Such a Night stieg noch im selben Jahr in die deutschen Top 20. Mit Rest of My Life und Runaround Sue (beide 1980) sowie Shame (1981) schafften die Briten den Charteintritt in Deutschland, mit Runaround Sue stand die Band sogar noch einmal in den englischen Top 20, an die alten Erfolge anknüpfen konnte Racey aber nicht mehr.
Als das Interesse nachließ, zerfiel die Band 1985. 1990 kam es zu einem Comebackversuch. Zusammen mit Pete Miller und dem neuen Keyboarder Ian Hewitt spielte Racey ausverkaufte Konzerte. Pete Miller starb am 6. Mai 2003 und wurde durch Richard Blake ersetzt.

## Mitglieder
- Phil Fursdon, Gesang, Gitarre
- Richard Gower, Gesang, Keyboard
- Pete Miller, Gesang, Bass (†)
- Richard Blake, Gesang
- Clive Wilson, Gesang, Schlagzeug

## Diskografie

### Alben
| Jahr | Titel          | Höchstplatzierung, Gesamtwochen, AuszeichnungChartplatzierungen (Jahr, Titel, Platzierungen, Wochen, Auszeichnungen, Anmerkungen) | Höchstplatzierung, Gesamtwochen, AuszeichnungChartplatzierungen (Jahr, Titel, Platzierungen, Wochen, Auszeichnungen, Anmerkungen) | Höchstplatzierung, Gesamtwochen, AuszeichnungChartplatzierungen (Jahr, Titel, Platzierungen, Wochen, Auszeichnungen, Anmerkungen) | Höchstplatzierung, Gesamtwochen, AuszeichnungChartplatzierungen (Jahr, Titel, Platzierungen, Wochen, Auszeichnungen, Anmerkungen) | Anmerkungen            |
| Jahr | Titel          | DE | AT | CH | UK | Anmerkungen            |
| ---- | -------------- | --- | --- | --- | --- | ---------------------- |
| 1979 | Smash and Grab | DE29 (15 Wo.)DE | AT15 (6 Wo.)AT | — | — | Produzent: Mickie Most |

grau schraffiert: keine Chartdaten aus diesem Jahr verfügbar

### Kompilationen
- 1993: The Best of Racey
- 1995: Say Wow! Greatest and Latest
- 1996: Lay Your Love on Me
- 2006: The Best Of

### Singles
| Jahr | Titel Album                        | Höchstplatzierung, Gesamtwochen, AuszeichnungChartplatzierungen (Jahr, Titel, Album, Platzierungen, Wochen, Auszeichnungen, Anmerkungen) | Höchstplatzierung, Gesamtwochen, AuszeichnungChartplatzierungen (Jahr, Titel, Album, Platzierungen, Wochen, Auszeichnungen, Anmerkungen) | Höchstplatzierung, Gesamtwochen, AuszeichnungChartplatzierungen (Jahr, Titel, Album, Platzierungen, Wochen, Auszeichnungen, Anmerkungen) | Höchstplatzierung, Gesamtwochen, AuszeichnungChartplatzierungen (Jahr, Titel, Album, Platzierungen, Wochen, Auszeichnungen, Anmerkungen) | Anmerkungen                                               |
| Jahr | Titel Album                        | DE | AT | CH | UK | Anmerkungen                                               |
| ---- | ---------------------------------- | --- | --- | --- | --- | --------------------------------------------------------- |
| 1978 | Lay Your Love on Me Smash and Grab | DE14 (18 Wo.)DE | — | — | UK3 Gold · (14 Wo.)UK | Autoren: Nicky Chinn, Mike Chapman                        |
| 1979 | Some Girls Smash and Grab          | DE2 (26 Wo.)DE | AT9 (20 Wo.)AT | CH2 (12 Wo.)CH | UK2 Gold · (11 Wo.)UK | Autoren: Nicky Chinn, Mike Chapman                        |
| 1979 | Boy Oh Boy Smash and Grab          | DE3 (24 Wo.)DE | AT3 (16 Wo.)AT | CH2 (10 Wo.)CH | UK22 (9 Wo.)UK | Autoren: Gloria Macari, Roger Ferris                      |
| 1979 | Such a Night Smash and Grab        | DE13 (17 Wo.)DE | — | — | — | Autoren: David Most, Mike Burns, Steve Glen               |
| 1980 | Rest of My Life The Best of Racey  | DE44 (6 Wo.)DE | — | — | — | Autoren: Ronnie Scott, Steve Wolfe                        |
| 1980 | Runaround Sue The Best of Racey    | DE36 (10 Wo.)DE | — | — | UK13 (10 Wo.)UK | Autoren: Dion DiMucci, Ernie Maresca Original: Dion, 1961 |
| 1981 | Shame –                            | DE59 (8 Wo.)DE | — | — | — | Autor: Richard Gower                                      |

Weitere Singles
- 1977: Baby It’s You
- 1981: Shame
- 1981: Little Darlin’
- 1981: There’s a Party Going on
- 1982: Not Too Young to Get Married
- 1992: Little Girls Don’t, But Big Girls Do

## Auszeichnungen für Musikverkäufe
| Goldene Schallplatte - Neuseeland - 1980: für das Album Smash and Grab - Niederlande - 1979: für die Single Lay Your Love On Me | Platin-Schallplatte - Neuseeland - 1979: für die Single Lay Your Love On Me - 1979: für die Single Some Girls |

Anmerkung: Auszeichnungen in Ländern aus den Charttabellen bzw. Chartboxen sind in ebendiesen zu finden.
| Land/RegionAuszeichnungen für Musikverkäufe (Land/Region, Auszeichnungen, Verkäufe, Quellen) | Gold     | Platin     | Verkäufe  | Quellen                   |
| -------------------------------------------------------------------------------------------- | -------- | ---------- | --------- | ------------------------- |
| Neuseeland (RMNZ)                                                                            | Gold1    | 2× Platin2 | 50.000    | aotearoamusiccharts.co.nz |
| Niederlande (NVPI)                                                                           | Gold1    | —          | 75.000    | nvpi.nl                   |
| Vereinigtes Königreich (BPI)                                                                 | 2× Gold2 | —          | 1.000.000 | bpi.co.uk                 |
| Insgesamt                                                                                    | 4× Gold4 | 2× Platin2 |           |                           |